# Terry Williams (Schlagzeuger)
Terry Williams (* 11. Januar 1948 in Swansea, Südwales) ist ein britischer Rock-Schlagzeuger.
Williams Musikkarriere begann in den 1960er Jahren, als er bei verschiedenen wenig bekannten walisischen Bands spielte, darunter The Smokeless Zone und Dream. 1968 und 1969 beteiligte er sich außerdem an Aufnahmen von Dave Edmunds’ damaligem Projekt Love Sculpture. 1970 schloss er sich dann zusammen mit Martin Ace, einem ehemaligen Band-Kollegen, Man an, wo er bis zu deren Trennung 1977 auf allen weiteren Alben spielte. Nebenbei hatte er Anfang der 1970er Jahre seine Arbeit mit Dave Edmunds fortgesetzt und schloss sich nun dessen Band Rockpile an.
Von 1982 bis 1988 war Williams Mitglied der Dire Straits. Außerdem war er als Musiker für verschiedene Interpreten aktiv; zu den Künstlern, mit denen er zusammenarbeitete, gehören Dion, Bob Dylan, The Everly Brothers, Richie Havens, Allan Holdsworth, Mark Knopfler, Nick Lowe, Meat Loaf, The Motors, Graham Parker, Dolly Parton, Cliff Richard und Tina Turner.